# Бабенко, Василий Яковлевич
Василий Яковлевич Бабенко (род. 20 июня 1950, деревня Верхний Кульчум, Ермекеевский район, БАССР) — советский и российский учёный, кандидат исторических наук (1985), доцент (2006).
Автор свыше 200 научных трудов, включая монографии. Один из авторов и главный редактор «Энциклопедии Ермекеевский район. Республика Башкортостан». Его научная деятельность освещена в энциклопедии «Известные ученые России».

## Биография
Родился 20 июня 1950 года в деревне Верхний Кульчум Ермекеевского района Башкирской АССР в семье, имеющей украинские корни — его предки во второй половине XIX века переселились из Черниговщины в Башкирию. С детства кроме русского знал украинский, татарский и башкирский языки.
Окончил Спартакскую среднюю школу Ермекеевского района (1967) и начал свою трудовую деятельность в этой же школе пионервожатым. После службы в Советской армии (1969—1982) работал в Спартакской школе и в Уфимской средней школе № 75, а также в Уфимском радиотехническом техникуме и Уфимском медицинском училище. В 1977 году окончил исторический факультет Башкирского государственного университета.
С 1978 года занимается изучением истории и культуры украинских переселенцев в Башкирии. Обучался в аспирантуре в научной школе академика АН Республики Башкортостан Раиля Кузеева. С 1982 года работал ассистентом кафедры истории СССР Башкирского государственного педагогического института (ныне Башкирский государственный педагогический университет имени М. Акмуллы). В 1985 году защитил кандидатскую диссертацию на тему «Материальная культура украинцев Башкирии: историко-этнографическое исследование» и стал научным сотрудником Института истории, языка и литературы Башкирского филиала Академии наук СССР.
В 1989—1991 годах был лектором и консультантом идеологического отделения Башкирского Обкома КПСС, в 1992—1998 годах — консультантом по межнациональным отношениям исполкома Уфимского городского совета, затем советником Председателя Государственного Собрания — Курултая Республики Башкортостан. В 1999—2015 годах был директором организованного им Уфимского филиала Московского государственного гуманитарного университета имени М. А. Шолохова, где был избран профессором кафедры истории и теории государства и права. Одновременно являлся руководителем Научного центра украинистики и членом Ученого совета этого филиала. После закрытия МГГУ им. М. А. Шолохова работает директором рекреационно-оздоровительного комплекса БашГУ «Кульчум» в Ермекеевском районе Башкортостана.
Является членом Международной ассоциации украинистов и соучредителем Российской ассоциации украинистов; ведёт деятельность по развитию торгово-экономического, научно-технического и научно-культурного сотрудничества между Республикой Башкортостан и Украиной.

## Основные публикации
- Жилище украинских переселенцев в Башкирии (по материалам полевых поездок 1974-1981 гг.) // Источники и источниковедение истории и культуры Башкирии. Уфа, 1984. С. 49-56;
- Этнические процессы у украинских переселенцев в Башкирии (конец XIX — XX в.) // Исследования по исторической этнографии Башкирии. Уфа, 1984. С. 137-143;
- Малые этнические группы: основные этапы этнокультурного развития (по материалам СССР) (в соавторстве с Р.Г. Кузеевым) // СЭ. 1985. № 4. С. 13-22;
- Этнографические и этнические группы в новое и новейшее время (в соавторстве с Р.Г. Кузеевым и Н.Н. Моисеевой) // Этнические процессы в Башкирии в новое и новейшее время. Уфа, 1987. С. 11-34;
- Пища украинского населения Башкирии // СЭ. 1989. № 2. С. 94-104;
- Семья и семейный быт украинцев Башкирской АССР. Уфа, 1990;
- Украинцы в Башкирской АССР: поведение малой этнической группы в полиэтнической среде. Уфа, 1992;
- Украинские переселенцы в Башкирии (этнокультурные и языковые процессы) // Украина — Башкортостан: годы испытаний и сотрудничества. Уфа, 1993. С. 7-24;
- Народы и традиции (в соавторстве с А.З. Асфандияровым, Л.Л. Галиной и др.) // Земля Ермекеевская. Уфа, 1999. С. 163-271[5].

## Награды
- Орден «За заслуги» III степени (15 августа 2001 года, Украина) — за весомый личный вклад в подъём международного авторитета Украины, укрепление сотрудничества и дружественных связей с исторической Родиной и по случаю 10-й годовщины независимости Украины[6]
- Почётная грамота Кабинета Министров Украины (19 октября 1999 года) — за весомый личный вклад в развитие и популяризацию украинской культуры за рубежом, сохранение национального искусства, творческую инициативу в организации и проведении художественных мероприятий[7].
- Почётная грамота Министерства образования Российской Федерации (2003)
- Почётная грамота Министерства образования и науки Российской Федерации (2008)
- Почётная грамота Академии педагогических наук Украины (2005)
- Отличник народного образования Республики Башкортостан (2000)
- Заслуженный работник народного образования Республики Башкортостан (2006)
- Благодарность Президента Украины Л. Д. Кучмы (1997)
- Почётный гражданин Ермекеевского района Республики Башкортостан[8]
- 20 июня 2015 года глава Башкортостанской митрополии, Управляющий Уфимской епархией РПЦ (МП), митрополит Уфимский и Стерлитамакский Никон удостоил В. Я. Бабенко Архиерейской грамоты.[9]